# Nanuque (kommun)
Nanuque är en kommun i Brasilien.   Den ligger i delstaten Minas Gerais, i den sydöstra delen av landet, 800 km öster om huvudstaden Brasília. Antalet invånare är 40 816.
Följande samhällen finns i Nanuque:
- Nanuque

Omgivningarna runt Nanuque är huvudsakligen savann. Runt Nanuque är det ganska glesbefolkat, med 34 invånare per kvadratkilometer.